# 法真
法真（100年—188年），字高卿，號玄德先生，扶風郡郿縣（今陝西眉縣）人，是東漢末年南郡太守法雄之子，也是三國時代蜀漢重臣法正的祖父。

## 生平
法真性格好學，所習不限於一家之言，他博通內外圖典，是關西（函谷關之西）一帶的著名儒生。由於盛名所致，當時有許多學者風聞其名聲，紛紛從遠道而來向法真求學，如名士河南陳留人范冉等。
另外，法真生性恬靜，不好功名。他清心寡欲，隱然自守，不接觸俗世中事。當時扶風太守意欲禮聘法真出仕，他邀請法真到府相見，法真頭戴幅巾往見太守。太守引魯哀公與孔子君臣作喻，希望法真能夠出任功曹。但法真卻說：「以明府見待有禮，故敢自同賓末。若欲吏之，真將在北山之北，南山之南矣。（我是因為太守大人您招待有禮，才敢來充當小小的賓客。如果想聘我為吏，我會從此遁跡山林了。）」太守見法真不出仕之心堅定如斯，也不敢再提出要求了。
法真一生一直不肯出仕為官，同郡人田弱便曾向漢順帝推薦法真。漢順帝聞其賢名，前後四次徵聘法真，法真皆不肯往，更決絕地隱跡起來，始終不肯屈身仕官。他的友人郭正稱讚他是「百世之師」，於是聯同鄉黨刻石歌頌其德，並稱法真為「玄德先生」。直至漢靈帝中平五年（188年），法真才以八十九歲高齡逝世。

## 評價
- 扶風郡人田弱：「處士法真，體兼四業，學窮典奧，幽居恬泊，樂以忘憂。將蹈老氏之高蹤，不為玄纁屈也。臣願聖朝就加袞職，必能唱《清廟》之歌，致來儀之鳳矣。」
- 郭正：「法真名可得聞，身難得而見，逃名而名我隨，避名而名我追，可謂百世之師者矣！」

## 延伸阅读
[在维基数据编辑]
 《後漢書·卷83》，出自范晔《後漢書》